# Омельченко, Ирина Николаевна
Ирина Николаевна Омельченко (род. 8 января 1958, Москва) — доктор технических и доктор экономических наук, профессор, ведущий российский исследователь в области экономики промышленности и организации производства. Заслуженный работник высшей школы Российской Федерации (2015).

## Статус в настоящее время
Омельченко Ирина Николаевна, руководитель научно-учебного комплекса «Инженерный бизнес и менеджмент», декан факультета «Инженерный бизнес и менеджмент» МГТУ имени Н. Э. Баумана, доктор технических наук,  доктор экономических наук, профессор, заведующая кафедрой «Промышленная логистика».
И. Н. Омельченко является Почётным работником высшего профессионального образования РФ, Действительным членом Международной Академии наук и практики организации производства, председателем Учебно-методического совета по направлению подготовки дипломированных специалистов «Организация и управление наукоемкими производствами» и председателем Учебно-методической комиссии по специальности «Менеджмент высоких технологий», председателем двух диссертационных Советов в МГТУ имени Н. Э. Баумана по специальностям «Экономика и управление промышленным предприятием» 08.00.05, «Математические и инструментальные методы экономики» 08.00.13, «Организация производства» 05.02.22 (на технические науки), членом диссертационного Совета МАИ по специальности 05.02.22 (на экономические науки).

## Биография
Родилась в г. Москве 8 января 1958 года. В 1981 году окончила МВТУ им. Н. Э. Баумана по специальности «Динамика и прочность машин». В 1989 году поступила в аспирантуру на кафедру «Экономика и организация производства» МВТУ им. Н. Э. Баумана. В 1992 году защитила диссертацию на соискание ученой степени кандидата технических наук. В 1997 году защитила докторскую диссертацию по техническим наукам на тему: «Разработка концепции создания логистической системы и методов управления организационно-экономической устойчивостью предприятия в рыночной среде». В 1999 году присвоено ученое звание профессора по кафедре «Промышленной логистики». В 2006 году защитила докторскую диссертацию по экономическим наукам.

## Преподавание
Омельченко Ирина Николаевна читает курсы: «Логистика», «Промышленная логистика», «Бизнес-планирование», имеет свыше 60 научных трудов, из них 3 монографии и 4 учебных пособия. Является научным руководителем 11 аспирантов. Под её руководством с 2001 по 2004 г. защищено 6 кандидатских диссертаций.

## Публикации
Омельченко, Ирина Николаевна Разработка концепции создания логистической системы и методов управления организационно-экономической устойчивостью предприятия в рыночной среде : Дис. … д-ра техн. наук : 08.00.28 М., 1997
Стратегическое управление организационно-экономической устойчивостью фирмы. Логистикоориентированное проектирование бизнеса. — М.: МГТУ им. Баумана, 2001. — 600 с. (в соавторстве).
Проектирование интегрированных производственно-корпоративных структур: эффективность, организация, управление / С. Н. Анисимов, А. А. Колобов, И. Н. Омельченко, А. И. Орлов, А. М. Иванилова, С. В. Краснов; Под ред. А. А. Колобова, А. И. Орлова. — М.: Изд-во МГТУ им. Н. Э. Баумана, 2006. — 728 с.